# Vallese (spoorwegen)
De Vallese is een internationale trein op het traject Milaan - Genève
De spoorwegen hebben vanaf het begin namen gegeven aan hun treinen. De eerste locomotieven hadden bijvoorbeeld namen als Rocket, Arend en Limmat. Toen het spoorwegnet verder groeide werden ook langeafstandstreinen van namen voorzien, bijvoorbeeld de California Zephyr in de Verenigde Staten en de Oriënt-Express in Europa. Zowel de CIWL als de MITROPA hadden al voor de Tweede Wereldoorlog hun langeafstandstreinen van een naam voorzien. Vallese is de Italiaanse naam van Wallis, het kanton tussen het meer van Genève en de Simplontunnel.

## Eurocity
De Vallese is een van de Eurocities tussen Italië en Zwitserland die door Cisalpino worden geëxploiteerd.

### Route en dienstregeling
EC 127 / MG, GM / 120
| MG | land        | station         | km  | GM |
| -- | ----------- | --------------- | --- | -- |
|    | Italië      | Milano Centrale | 0   |    |
|    | Italië      | Domodossola     | 125 |    |
|    | Zwitserland | Brig            | 167 |    |
|    | Zwitserland | Sion            | 221 |    |
|    | Zwitserland | Lausanne        | 313 |    |
|    | Zwitserland | Genève          | 374 |    |
|    | Zwitserland | Genève Aeroport | 380 |    |